# Benserazide
Benserazide (còn gọi là Serazide hoặc Ro 4-4602) là một ngoại biên đóng vai trò axit decarboxylase L-amino thơm hoặc chất ức chế decarboxylase DOPA, đó là không thể vượt qua hàng rào máu não.

## Chỉ định
Nó được sử dụng trong quản lý bệnh Parkinson kết hợp với L-DOPA (levodopa) là co-beneldopa (BAN), dưới tên thương hiệu Madopar ở Anh và Prolopa ở Canada, do Roche sản xuất Benserazide không được chấp thuận sử dụng ở Mỹ; carbidopa được sử dụng, thay vào đó, cho cùng một mục đích. Những kết hợp này cũng được sử dụng để điều trị hội chứng chân bồn chồn.

## Dược lý
Levodopa là tiền chất của chất dẫn truyền thần kinh dopamine, được dùng để tăng mức độ của nó trong hệ thống thần kinh trung ương. Tuy nhiên, hầu hết levodopa bị khử carboxyl thành dopamine trước khi nó đến não, và vì dopamine không thể vượt qua hàng rào máu não, điều này có nghĩa là ít điều trị bằng các tác dụng phụ ngoại biên mạnh.
Benserazide ức chế quá trình decarboxyl hóa đã nói ở trên và vì nó không thể tự vượt qua hàng rào máu não, điều này cho phép dopamine tích tụ chỉ trong não, thay vào đó. Các tác dụng phụ gây ra bởi dopamine ngoại biên, như co mạch, buồn nôn và rối loạn nhịp tim, được giảm thiểu. Tuy nhiên, Benserazide không có thể làm giảm tác dụng phụ qua trung gian trực thuộc Trung ương của levodopa, đặc biệt là rối loạn vận động.
Benserazide có rất ít tác dụng điều trị riêng, và tác dụng của nó xảy ra phối hợp với levodopa.
Enzyme bị ức chế bởi benzerazide xúc tác cho nhiều decarboxylation khác nhau. Hiệu quả tương tự của việc tập trung chuyển đổi levodopa thành dopamine sang hệ thần kinh trung ương có thể đạt được với các decarboxylation sau đây được giới hạn ở hệ thần kinh trung ương:
- 5-HTP thành serotonin
- Tryptophan để tryptamine
- Phenylalanine thành phenethylamine
- L-tyrosine đến tyramine

Tác dụng phụ trung gian của các chất dẫn truyền thần kinh và dấu vết amin cao hơn có thể trở nên tồi tệ hơn khi kết hợp với các thuốc ức chế monoamin oxydase.